# 第2外人歩兵連隊
第2外人歩兵連隊（だいにがいじんほへいれんたい、2e régiment étranger d'infanterie：2e REI）は、ガール県ニームに駐屯する、第6軽機甲旅団隷下のフランス陸軍の機械化歩兵連隊である。
兵種は歩兵、伝統的区分は外人部隊である。

## 沿革
第1外人連隊とともに外人部隊の連隊制導入時に創設された部隊である。
- 1841年：連隊が創設される。
- 1848年：連隊旗が授与される。
- 1855年：クリミア戦争、セバストポリ包囲戦に参加。
- 1856年：アルジェリア、カビルの戦いに参加。
- 1859年：マジェンタの戦いに参加。
- 1863年：フランス干渉戦争（リフォルマ内戦）、カマロンの戦い。ダンジュー大尉の指揮する部隊が全滅する。
- 1884年：インドシナ遠征、トンキンの戦いに参加。
- 1892年：ダオメー遠征に参加。
- 1898年：マダガスカル遠征に参加。
- 1907年：モロッコ遠征に参加。
- 1926年：再びモロッコに遠征。
- 1946年：第一次インドシナ戦争に参加。（～1954年まで）
- 1954年：アルジェリア戦争に参加。（～1962年まで）
- 1979年：チャドに派遣。
- 1983年：レバノンに派遣。
- 1989年：ガボンに派遣。
- 1991年：湾岸戦争に参加。
- 1992年：UNTACPKOに参加。
- 1993年：ボスニア・ヘルツェゴビナ紛争に派遣。ルワンダ紛争に派遣。
- 1996年：マケドニア共和国に派遣。
- 2001年：不朽の自由作戦に参加。コソボ紛争に派遣。
- 2002年：コートジボワールに派遣。

## 最新の部隊編成
- 連隊本部
- 本部管理中隊
- 第1中隊 - VAB
- 第2中隊 - VAB
- 第3中隊 - VAB
- 第4中隊 - VAB
- 第5中隊 - VAB
- 対戦車中隊

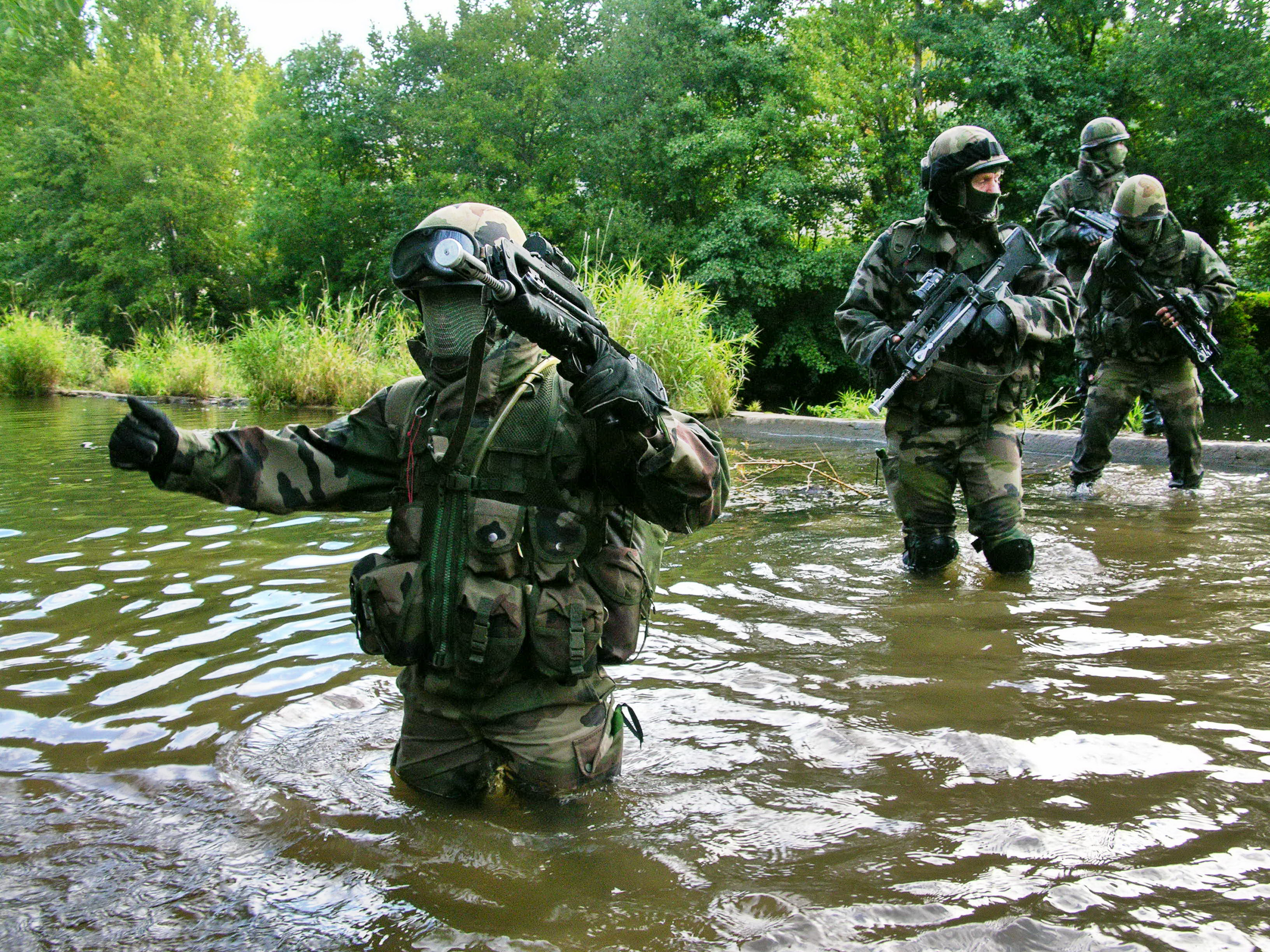
渡渉訓練中の2rei隊員

- 偵察・支援中隊（1個偵察小隊、1個対戦車小隊、1個重迫撃砲小隊含む）
- 管理支援中隊（武器・車両・通信の整備など）

### 定員
- 連隊の人員構成は、約1,230名からなり、フランス陸軍の歩兵連隊では最大規模である。
- 約200台の車両を装備する。

## 主要装備

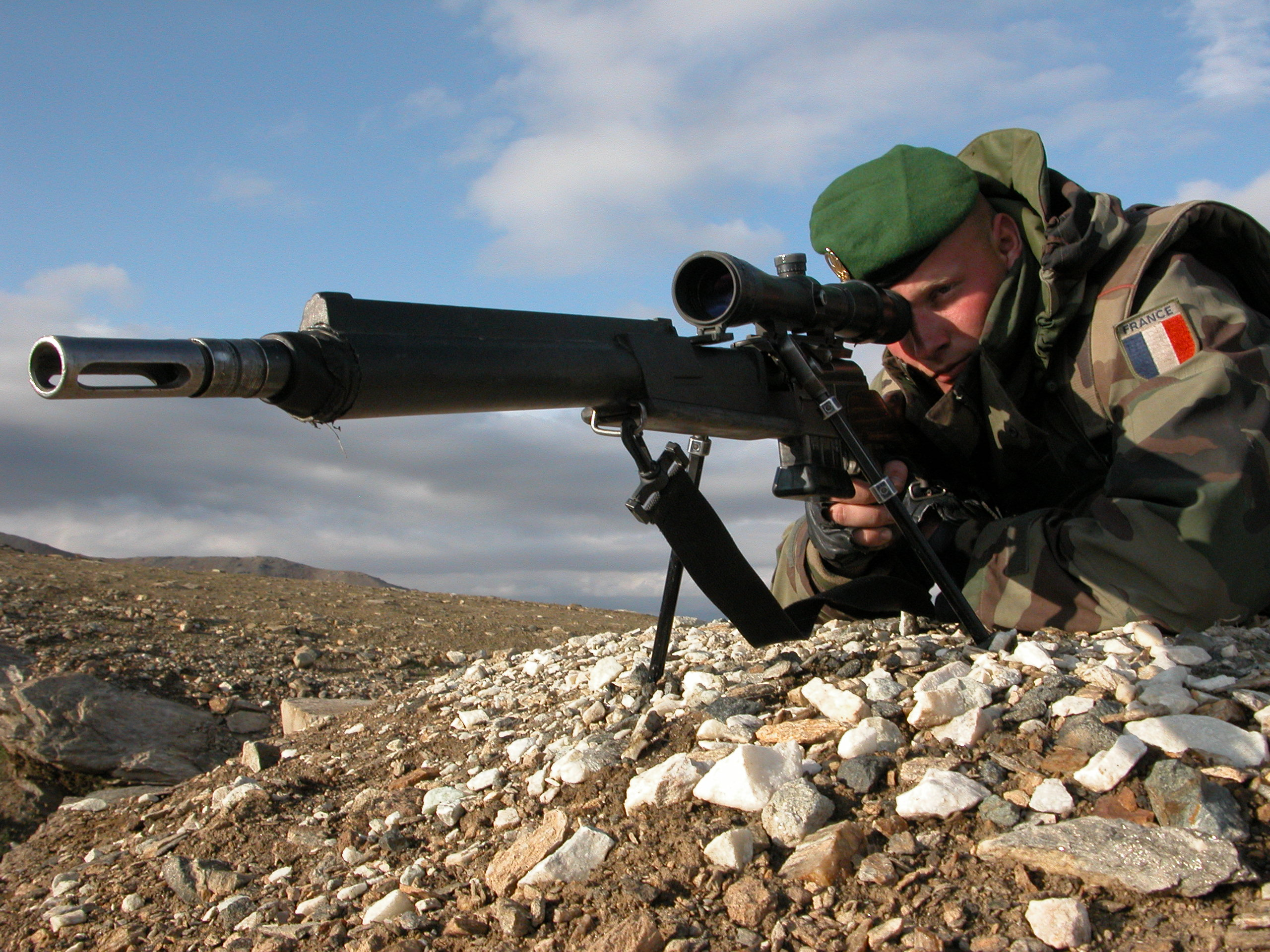
FRF2狙撃銃を構える外人部隊兵

- GIAT BM92-G1
- FA-MAS
- FR-F2
- AAT-F1
- AA-52
- 12.7mm重機関銃
- RTF1 120mm迫撃砲
- LLR 81mm迫撃砲
- ERYX
- ミラン
- HOT
- VAB
- VAL
- P4
- TRM 2000
- TRM 10000
- GBC 180